# فوينتيلايسندو
بلدية فوينتيلايسندو (بالإسبانية: Fuentelisendo)‏, هي إحدى بلديات مقاطعة برغش، التي تقع في منطقة قشتالة وليون، والتي تقع في شمال غرب إسبانيا.
يبلغ عدد سكانها 118 نسمة وفقاً لإحصائية سنة (2002).